# Vigna prainiana
Vigna prainiana är en ärtväxtart som beskrevs av Cherukuri Raghavendra Babu och Subodh K. Sharma. Vigna prainiana ingår i släktet vignabönor, och familjen ärtväxter. Inga underarter finns listade i Catalogue of Life.